# Stéphane Bak
Pour les articles homonymes, voir Bak.
Stéphane Bak, né le 19 septembre 1996 à Villepinte (Seine Saint-Denis) et ayant grandi dans la cité des Tilleuls au Blanc-Mesnil, est un acteur français d'origine congolaise.
Reconverti dans le cinéma à la suite de débuts artistiques dans le milieu de l’humour, il a notamment occupé le premier rôle dans Twist à Bamako (2021) et le succès critique, Un petit frère (2023). Il prête également sa voix à Miles Morales dans la version française de Spider-Man: New Generation et Spider-Man : Across the Spider-Verse.
Il est l’égérie de la marque de haute couture Loewe et l’ambassadeur de Cartier pour la haute joaillerie.

## Biographie

### Jeunesse
Originaire de la république du Congo par ses parents, Stéphane Bak est le fils d’un bagagiste à l'aéroport parisien Charles de Gaulle et d’une agent d’accueil ayant émigré en France dans les années 1980. Le futur comédien grandit avec ses quatre frères et sœurs dans la commune du Blanc-Mesnil (Seine-Saint-Denis), y demeurant jusque ses 21 ans, dans la cité des Tilleuls au sein d'une zone urbaine sensible.
En 2011, il est renvoyé du Collège Nelson Mandela (Le Blanc-Mesnil) du fait de nombreuses indisciplines et poursuit dès lors sa scolarité par correspondance. Il obtient une autorisation de la DDASS pour commencer à travailler à l'âge de 14 ans,, lui permettant ainsi de faire ses débuts dans le milieu humoristique. En 2012, il reçoit une formation de comédien au Cours Florent[réf. nécessaire].
Par la suite, sa carrière s'oriente progressivement vers le métier d'acteur.

### Spectacles humoristiques et présence audiovisuelle (2010-2014)
En 2010, Stéphane Bak entreprend de devenir humoriste de stand up. Il rencontre Emmanuel Smadja, directeur du café-théâtre parisien Le Pranzo, après s'être vu refuser l'entrée du Comedy Club de Jamel Debbouze du fait de son âge. Emmanuel Smadja lui propose de venir se produire dans son établissement à partir du mois de décembre. Il présente ensuite son premier sketch, Je m’appelle Stéphane Bak, dans plusieurs cafés-théâtres et petites salles parisiennes, tels que le Paname, le Palace ou le théâtre Trévise. Ceci lui permet de commencer à acquérir de la notoriété dans le milieu et lui vaut plusieurs sollicitations, sous la publicité de « plus jeune comique de France ». En 2011, il participe au festival du rire de Montreux avec les Chevaliers du fiel, et réalise les premières parties d'Anthony Kavanagh à l'Olympia. De plus, il se produit par deux fois au Grand Rex : d'abord invité par Jamel Debbouze dans le cadre de la soirée Carte blanche à Jamel Debbouze puis lors de la soirée Rire ensemble contre le racisme diffusée en septembre 2011 sur France 2 devant deux millions de téléspectateurs. Le 8 octobre 2011, moins d'un an après le début de sa carrière, il prend part à la Nuit de l'Outre-mer sur la scène de l'Accor Arena de Paris.
Il entre la même année dans le giron d’Harry Tordjman, producteur de la série Bref dont il prend part à un épisode. En mai 2012, il intervient quotidiennement au Grand Journal dans le cadre du Festival de Cannes, présentant des sketchs courts co-écrits par Kyan Khojandi et Bruno Muschio. Il rejoint par la suite l’équipe de l’émission pour la rentrée audiovisuelle 2012. Il prend alors en charge une rubrique humoristique du nom de Bakstage, dans laquelle il se met en scène dans les coulisses de l’émission, allant à la rencontre des intervenants et des invités. Son parcours télévisuel se poursuit en janvier 2014 lorsqu'il intègre l'équipe du nouveau programme de France 2 en access prime time, L'Émission pour tous de Laurent Ruquier. Il propose une rubrique humoristique quotidienne revenant sur les dernières vingt-quatre heures de télévision. Il office en parallèle dans deux émissions de radio : On va s'gêner sur Europe 1 entre 2012 et 2014 et Enora Le Soir sur Virgin Radio entre 2013 et 2014.
Alors que son premier spectacle, co-écrit avec Bruno Muschio, est initialement annoncé pour janvier 2013, celui-ci ne voit finalement pas le jour, l'humoriste s'orientant alors vers le métier d'acteur.

### Débuts en tant qu'acteur (2014-2019)
Stéphane Bak connaît ses premières apparitions cinématographiques en 2013. Âgé de 16 ans, il occupe des rôles secondaires dans deux comédies, Les Profs de Pierre-François Martin-Laval et Les Gamins d'Anthony Marciano. À ce moment, il souhaite toutefois opérer une évolution et une diversification de sa carrière et ne souhaite pas se cantonner à des projets de comédie, afin de se départir de son étiquette d'humoriste. Lors d'un entretien avec Le Monde en 2021, il déplorera les rôles « discriminants et peu inventifs » qui lui sont proposés au sein de comédies au début de sa carrière cinématographique, à l'image d'un « gag où [il] sourit dans le noir » et est reconnu « grâce à [ses] dents » dans un film qui réalisera plus de quatre millions d'entrées et les « répercussions » que peuvent engendrer le fait de jouer un « rôle stéréotypé ».
Il décroche en 2014 son premier second rôle dans Les Héritiers de Marie-Castille Mention-Schaar, comédie dramatique relatant l'histoire d'une classe de seconde se présentant au Concours national de la résistance et de la déportation. Le film est plutôt salué par la critique. Il fait l'objet d'une projection au palais de l'Élysée en présence du président de la République, François Hollande, en octobre 2014, peu avant la sortie en salles.
En 2015, il est l'acteur principal du clip The Girl is Mine de 99 Souls avec la participation des Destiny's Child et de Brandy. Le clip est nommé aux MTV Video Music Awards dans la catégorie « meilleur clip vidéo électronique ».
En 2016, il intègre la distribution de Elle de Paul Verhoeven, César du meilleur film en 2017, et joue le rôle de Jules dans L'Outsider de Christophe Barratier, ayant pour objet l'histoire de Jérôme Kerviel. Il décroche son premier rôle principal en 2017 dans Seuls de David Moreau, prêtant ses traits à Dodji dans l'adaptation cinématographique de la bande dessinée. En 2018, Jean-Philippe Puymartin et Béatrice Delfe le repèrent et il connaît sa première expérience de doublage en prêtant sa voix à Miles Morales, le héros de Spiderman: New Generation. Le film décroche l'Oscar du meilleur film d'animation en 2019.

### Une carrière cinématographique en expansion (depuis 2019)
Les années qui suivent sont pour lui l'occasion de premiers tournages à l'international. Il officie premièrement dans la production franco-belgo-rwandaise de Joël Karekezi La Miséricorde de la Jungle, multi-primée aux African Movie Academy Awards de 2019. Il occupe le second rôle, celui d'un orphelin de guerre devenu le soldat Faustin, dans ce film portant sur la Deuxième guerre du Congo. Le film est d'abord présenté au Festival international du film de Toronto. À cette occasion, le festival le sélectionne en tant qu'acteur à suivre de la nouvelle génération au sein de son programme Rising Stars. En 2019, il tourne pour la première fois intégralement en langue anglaise dans Roads de Sebastian Schipper. Dans ce drame présenté en avant-première au Festival du Film de Tribeca, Stéphane Bak joue un jeune congolais prêt à rejoindre l'Europe au péril de sa vie afin d'y retrouver son frère. Il est alors présenté par Télérama comme un « acteur à suivre ».
La même année, il est remarqué dans un autre film dramatique, L'Adieu à la nuit d'André Téchiné qui rencontre un succès critique. Il poursuit dans ce registre en tenant le second rôle dans Tokyo Shaking d'Olivier Peyon, où il donne la réplique à Karine Viard. Le réalisateur lui confie le rôle d'Amani, stagiaire au sein de la branche japonaise d'une grande banque française, au moment où le pays doit affronter le tsunami de 2011 et l'accident nucléaire de Fukushima. Le film sort en salles en 2021. Il apparaît quelques mois plus tard dans la distribution de The French Dispatch de Wes Anderson en tant que spécialiste des télécommunications.
En 2022, Stéphane Bak occupe aux côtés d'Alice Da Luz le premier rôle de Twist à Bamako, film de Robert Guédiguian se déroulant au temps du Mali socialiste de Modibo Keita. Débuté en février 2020 au Sénégal, le tournage du film est interrompu du fait de la pandémie de la covid-19 avant de reprendre en novembre 2020. Stéphane Bak joue le rôle de Samba, un révolutionnaire socialiste voyant ses idéaux politiques et amoureux menacés.
Quelques mois plus tard, le film Un petit frère de Léonor Seraille, dans lequel il occupe le premier rôle, est choisi au sein de la sélection officielle (en compétition) du Festival de Cannes. Bak joue le rôle de Jean, l'un des deux fils de Rose, dans ce drame suivant l'histoire d'une famille ivoirienne émigrant en partie en France. Le film, salué par la critique,, y compris hors de France,, sort en salles en février 2023. Lors du Festival de Cannes 2022, Bak est également présent au générique de Novembre de Cédric Jimenez, production présente dans la sélection officielle mais hors compétition. Il joue le rôle de Djibril, un officier de la SDAT, dans ce film consacré à l'enquête policière suivant les attentats du 13 novembre 2015. Le film est second au box-office français en 2022, avec plus de deux millions d'entrées.
En 2023, il réalise à nouveau le doublage français de Miles Morales dans le film d'animation Spider-Man: Across the Spider-Verse, suite en salles de Spider-Man: New Generation. Il collabore de nouveau avec deux réalisateurs avec lesquels il a travaillé précédemment. D'abord avec Wes Anderson en apparaissant dans Asteroid City,, film intégré à la sélection officielle du Festival de Cannes ; ainsi qu'avec André Téchiné dans Les âmes sœurs dont la distribution comprend Noémie Merlant et Benjamin Voisin. Il est ensuite juré au 49ème Festival du film américain de Deauville, présidé par Guillaume Canet.

### Mode
Il fait partie depuis 2020 des ambassadeurs de la maison de prêt-à-porter de luxe Loewe. Cela concrétise la relation entre Bak et Loewe née d’une prise de contact avec Jonathan Anderson, directeur artistique de la maison, à l’occasion de la Berlinale de 2019. En 2023, il est égérie du parfum Botanical Rainbow, en compagnie de Greta Lee et Úrsula Corberó.
Il est ambassadeur de la gamme de haute joaillerie de Cartier à partir de 2023 et égérie de la collection Le Voyage Recommencé.

### Divers
Il est supporter de l'équipe de football du Paris Saint-Germain. Il est sporadiquement invité sur les plateaux de télévision pour réagir à l'actualité du club, tel qu'en 2013 dans La Nouvelle Édition à la suite du titre de champion de France remporté par l'équipe, ainsi qu'en 2017 dans l'émission de Quotidien consécutive à l'élimination en Ligue des Champions contre le FC Barcelone.

## Vie privée
Stéphane Bak est un ami proche de l'acteur Timothée Chalamet.
En octobre 2023, la presse le photographie à Paris, en train d'embrasser la mannequin Emily Ratajkowski,,,.

## Filmographie

### Cinéma
- 2013 : Les Profs de Pierre-François Martin-Laval : l'élève plâtré au self-service
- 2013 : Les Gamins d'Anthony Marciano : le gamin du parking
- 2014 : Les Héritiers de Marie-Castille Mention-Schaar : Max
- 2015 : Wei or Die de Simon Bouisson (court métrage) : Bak
- 2016 : Elle de Paul Verhoeven : Omar
- 2016 : L'Outsider de Christophe Barratier : Jules
- 2016 : Le Ciel attendra de Marie-Castille Mention-Schaar : un copain
- 2017 : Seuls de David Moreau : Dodji
- 2018 : La Miséricorde de la jungle (The Mercy of the Jungle) de Joël Karekezi : le soldat Faustin
- 2019 : L'Adieu à la nuit d'André Téchiné : Bilal
- 2019 : Roads de Sebastian Schipper : William
- 2021 : Tokyo Shaking d'Olivier Peyon : Amani Sassou
- 2021 : The French Dispatch de Wes Anderson : spécialiste des communications
- 2022 : Twist à Bamako de Robert Guédiguian : Samba
- 2022 : Novembre de Cédric Jimenez : Djibril
- 2023 : Un petit frère de Léonor Serraille : Jean
- 2023 : Asteroid City de Wes Anderson : étudiant
- 2023 : Les Âmes sœurs d'André Téchiné : Franck Dawaga
- 2025 : Mercato de Tristan Séguéla : Victor Gassama
- 2025 : The Phoenician Scheme de Wes Anderson
- 2025 : Chien 51 de Cédric Jimenez

### Télévision

#### Séries télévisées
- 2012 : Bref. de Kyan Khojandi et Bruno Muschio - épisode 9 : Bref. J'ai recroisé cette fille : cameo au supermarché
- 2012 : Bref. de Kyan Khojandi et Bruno Muschio - épisode 46 : Bref. J'ai eu 30 ans : le jeune
- 2019 : Thanksgiving (mini-série) de Nicolas Saada : Simon

### Doublage
- 2018 : Spider-Man: New Generation : Miles Morales / Spider-Man
- 2023 : Spider-Man : Across the Spider-Verse : Miles Morales / Spider-Man
- date inconnue : Spider-Man : Beyond the Spider-Verse : Miles Morales / Spider-Man

### Clips
- 2014 : Mme Pavoshko de Black M
- 2015 : The Girl is Mine de 99 Souls (avec la participation de Destiny's Child et Brandy)

## Émissions

### Télévision
- 2012-2013 : Le Grand Journal (Canal+)
- 2014 : L'Émission pour tous (France 2)
- 2014 : Fort Boyard (France 2) - participant
- 2022 : Le Late avec Alain Chabat (TF1)

### Radio
- 2012-2014 : On va s'gêner (Europe 1)
- 2013-2014 : Enora Le Soir (Virgin Radio)